# Городское поселение Советский (Марий Эл)
Городское поселение Советский — муниципальное образование (городское поселение) в составе Советского района Марий Эл Российской Федерации. Административный центр поселения — посёлок городского типа Советский.

## История
Статус и границы городского поселения установлены Законом Республики Марий Эл от 18 июня 2004 года № 15-З «О статусе, границах и составе муниципальных районов, городских округов в Республике Марий Эл».

## Численность населения
| 2010    | 2011    | 2012    | 2013    | 2014    | 2015    | 2016    |
| ------- | ------- | ------- | ------- | ------- | ------- | ------- |
| 12 076  | ↗12 080 | ↘11 966 | ↘11 876 | ↘11 805 | ↘11 738 | ↗11 810 |
| 2017    | 2018    | 2019    | 2020    | 2021    | 2023    |         |
| ↗11 845 | ↘11 832 | ↘11 770 | ↘11 665 | ↗11 753 | ↘11 666 |         |

## Состав городского поселения
В состав поселения входят 3 населённых пункта:
| № | Населённый пункт | Тип населённого пункта      | Население |
| - | ---------------- | --------------------------- | --------- |
| 1 | Советский        | пгт, административный центр | ↘10 483   |
| 2 | Ургакш           | посёлок                     | 1385      |
| 3 | Шулындино        | деревня                     | 27        |